# 帆船時代

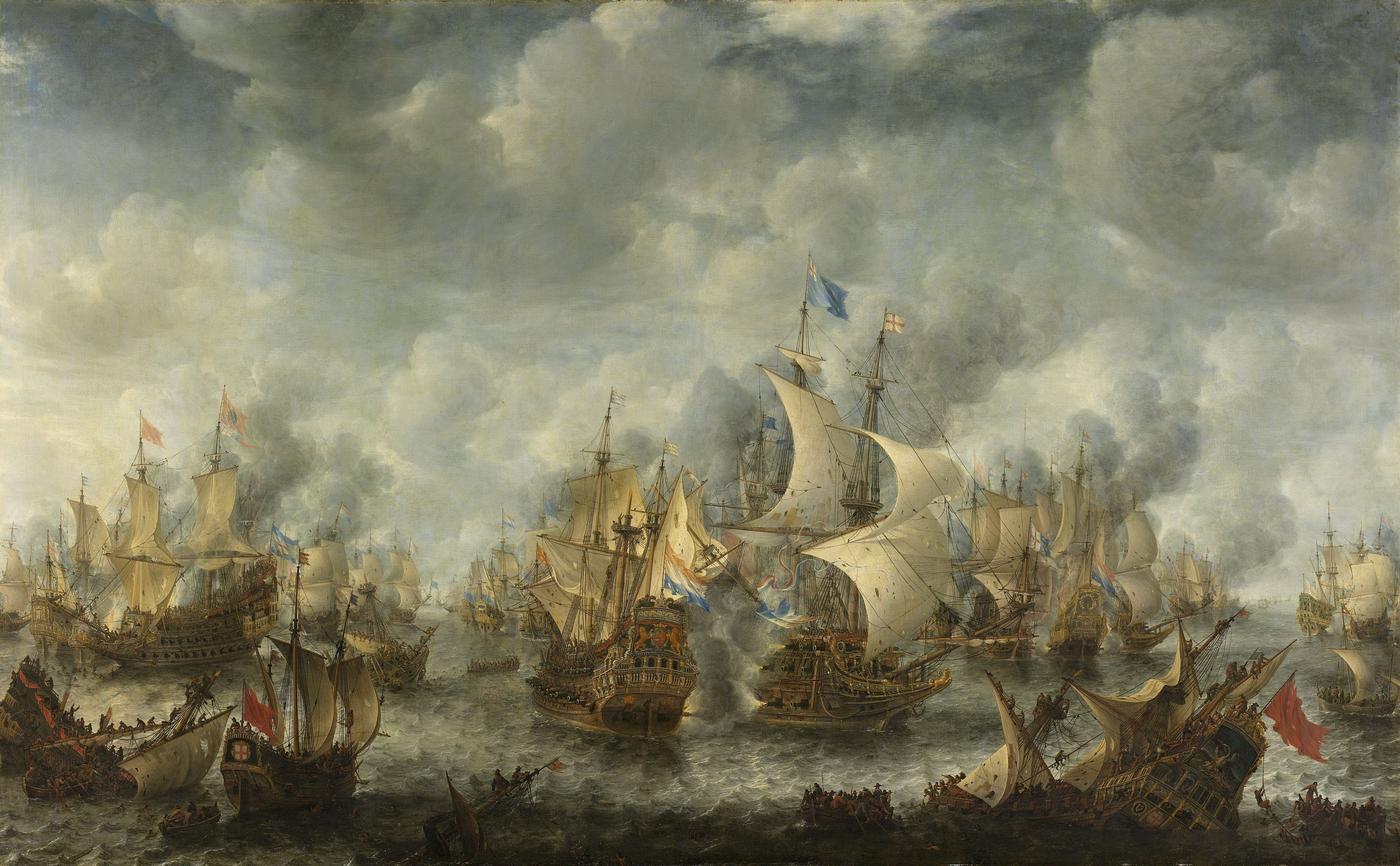
1653年8月10日のスヘフェニンゲン海戦。ヤン・アブラハムスゾーン・ベールストラーテン画。

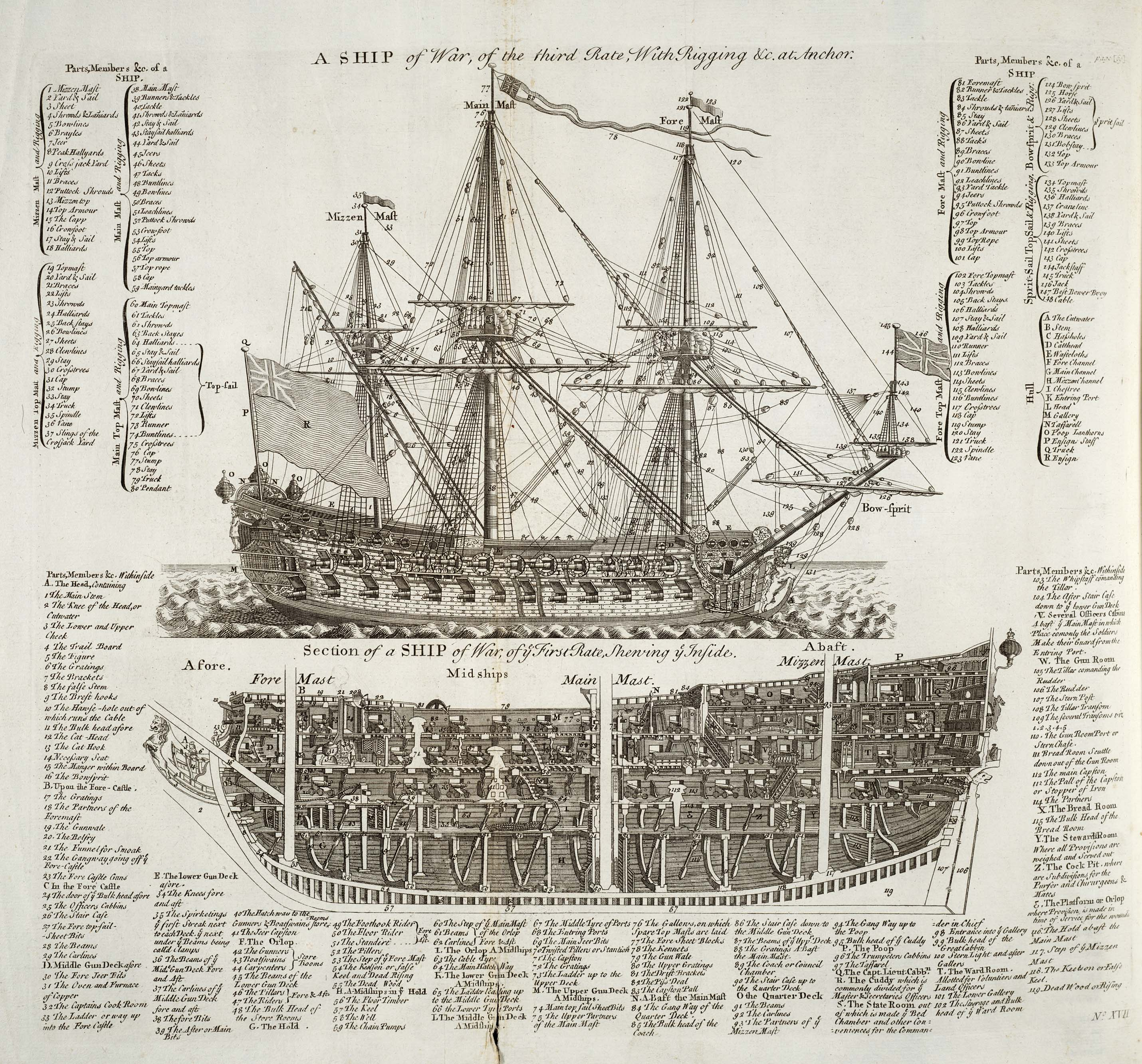
戦船。1728年、サイクロペディア百科事典第2巻。

帆船時代（通常1571年から1862年まで）は、国際貿易と海戦が帆船と火薬によって支配されていた時代で、大部分は近世と重なり、16世紀半ばから19世紀半ばまで続いた。

## 定義
ほとんど歴史上の時代区分と同様に、厳密な定義ではないが、一般的な説明として使われている。帆船時代とは、櫂を備えたガレー船が大きな役割を果たした最後の大海戦である1571年のレパントの海戦から始まり、1862年のハンプトン・ローズ海戦で、蒸気動力の装甲艦CSSバージニアが帆船のUSSカンバーランドとUSSコングレスを撃破したことで終わる。このとき、蒸気機関の進歩によって、帆船は軍事的な意味では時代遅れになったことが証明された。
また、1869年に開通したスエズ運河は帆船が利用するのは難しく、ヨーロッパ-アジア間の航路で蒸気船が優位に立った。

## 帆船の黄金時代
18世紀半ばから19世紀初頭にかけて、帆船が大きさと複雑さの頂点に達した時期は、「帆船の黄金時代（Golden Age of Sail）」と呼ばれることもある。この時代、商用帆船の効率と使用はピークに達した。これは蒸気船が帆船から貿易船としての役割を奪い始める直前の時期にあたる。

## 終焉
1873年、帆船時代ははっきりと終わった。イギリス海軍が1871年に進水させたデヴァステーション級装甲艦が就役した。デヴァステーションは、帆走設備を全廃した最初の外航戦艦だった。

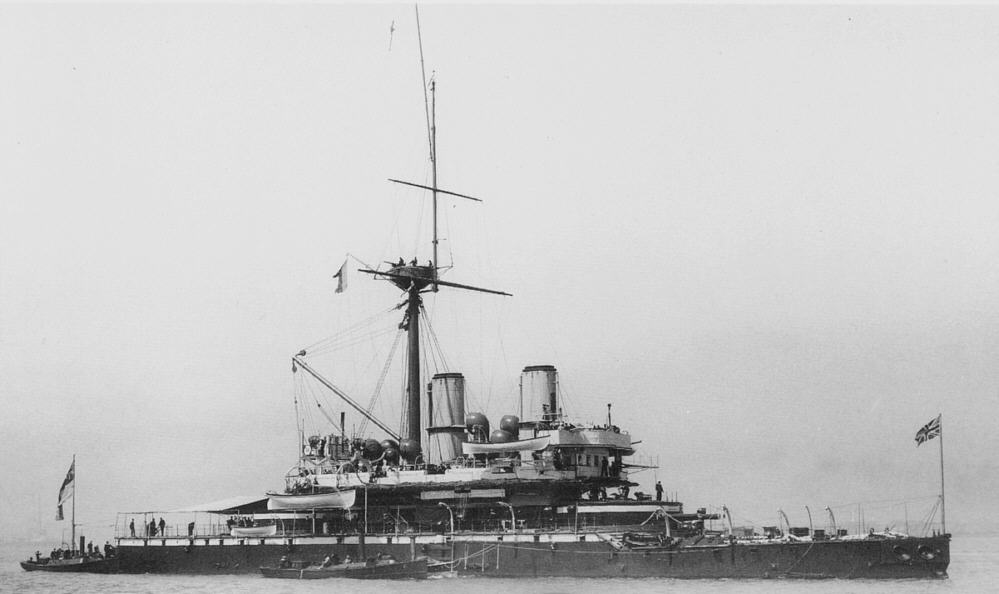
HMS デヴァステーション

その後も帆船は、1920年代あるいは1930年代までは、長距離航海でばら積み（バルク）貨物を輸送するならば経済的に太刀打ちできた。しかし次第に蒸気船もそのような輸送に使用され、より一般的になっていった。帆船は、燃料や複雑なエンジンを必要としない。このため、帆船は陸上の整備施設への依存度が低いという利点があった。しかし、蒸気動力船には速度の優位があり、特に逆風によって妨げられることがなく、貿易風に従う必要性から解放されていた。その結果、貨物と物資は帆船の半分の時間で外国の港に到着できた。
帆船はますます狭い経済的ニッチに追い込まれていき、徐々に商業貿易から姿を消していった。今日、帆船は、ヨットや観光船などの娯楽用途か、あるいは小規模な沿岸漁業でのみ経済性がある。